# Friends Provident Trophy
Le Friends Provident Trophy est une compétition de cricket jouée au Royaume-Uni, sur une seule journée. C'est l'un des quatre tournois au cours desquels s'affrontent les dix-huit équipes first-class anglaises chaque saison. Elles sont rejointes par l'équipe d'Écosse et l'équipe d'Irlande.
Fondée en 1963, cette compétition s'est d'abord appelée la Gillette Cup (1963-80), puis le NatWest Trophy (1981-2000), et enfin le C&G Trophy (2000-06).
Les équipes sont réparties en deux groupes géographiques (conférences) et se mesurent chacune une fois les unes aux autres.
À l'issue de cette phase, les deux meilleures équipes de chaque poule disputent les demi-finales et les vainqueurs s'affrontent en finale.

## Équipes
Liste des équipes qui participent au Friends Provident Trophy, répartie selon leur conférence :
- Derbyshire County Cricket Club
- Durham County Cricket Club
- Lancashire County Cricket Club
- Leicestershire County Cricket Club
- Nottinghamshire County Cricket Club
- Northamptonshire County Cricket Club
- Scottish Cricket Team
- Warwickshire County Cricket Club
- Worcestershire County Cricket Club
- Yorkshire County Cricket Club

- Essex County Cricket Club
- Glamorgan County Cricket Club
- Gloucestershire County Cricket Club
- Hampshire County Cricket Club
- Irish Cricket Team
- Kent County Cricket Club
- Middlesex County Cricket Club
- Somerset County Cricket Club
- Surrey County Cricket Club
- Sussex County Cricket Club

## Palmarès

### Gillette Cup (1963-1980)
| Année | Vainqueur        | Finaliste        |
| ----- | ---------------- | ---------------- |
| 1963  | Sussex           | Worcestershire   |
| 1964  | Sussex           | Warwickshire     |
| 1965  | Yorkshire        | Surrey           |
| 1966  | Warwickshire     | Worcestershire   |
| 1967  | Kent             | Somerset         |
| 1968  | Warwickshire     | Sussex           |
| 1969  | Yorkshire        | Derbyshire       |
| 1970  | Lancashire       | Sussex           |
| 1971  | Lancashire       | Kent             |
| 1972  | Lancashire       | Warwickshire     |
| 1973  | Gloucestershire  | Sussex           |
| 1974  | Kent             | Lancashire       |
| 1975  | Lancashire       | Middlesex        |
| 1976  | Northamptonshire | Lancashire       |
| 1977  | Middlesex        | Glamorgan        |
| 1978  | Sussex           | Somerset         |
| 1979  | Somerset         | Northamptonshire |
| 1980  | Middlesex        | Surrey           |

### NatWest Trophy (1981-2000)
| Année | Vainqueur        | Finaliste        |
| ----- | ---------------- | ---------------- |
| 1981  | Derbyshire       | Northamptonshire |
| 1982  | Surrey           | Warwickshire     |
| 1983  | Somerset         | Kent             |
| 1984  | Middlesex        | Kent             |
| 1985  | Essex            | Nottinghamshire  |
| 1986  | Sussex           | Lancashire       |
| 1987  | Nottinghamshire  | Northamptonshire |
| 1988  | Middlesex        | Worcestershire   |
| 1989  | Warwickshire     | Middlesex        |
| 1990  | Lancashire       | Northamptonshire |
| 1991  | Hampshire        | Surrey           |
| 1992  | Northamptonshire | Leicestershire   |
| 1993  | Gloucestershire  | Sussex           |
| 1994  | Worcestershire   | Warwickshire     |
| 1995  | Warwickshire     | Northamptonshire |
| 1996  | Lancashire       | Essex            |
| 1997  | Essex            | Warwickshire     |
| 1998  | Lancashire       | Derbyshire       |
| 1999  | Gloucestershire  | Somerset         |
| 2000  | Gloucestershire  | Warwickshire     |

### C&G Trophy (2001-2006)
| Année | Vainqueur       | Finaliste      |
| ----- | --------------- | -------------- |
| 2001  | Somerset        | Leicestershire |
| 2002  | Yorkshire       | Somerset       |
| 2003  | Gloucestershire | Worcestershire |
| 2004  | Gloucestershire | Worcestershire |
| 2005  | Hampshire       | Warwickshire   |
| 2006  | Sussex          | Lancashire     |

### Friends Provident Trophy (depuis 2007)
| Année | Vainqueur | Finaliste |
| ----- | --------- | --------- |
| 2007  | Durham    | Hampshire |
| 2008  | Essex     | Kent      |

## Bilan
| Équipe           | Titres remportés | Finales perdues |
| ---------------- | ---------------- | --------------- |
| Lancashire       | 7                | 4               |
| Warwickshire     | 5                | 7               |
| Sussex           | 5                | 4               |
| Gloucestershire  | 5                |                 |
| Middlesex        | 4                | 2               |
| Somerset         | 3                | 4               |
| Essex            | 3                | 1               |
| Yorkshire        | 3                |                 |
| Northamptonshire | 2                | 5               |
| Kent             | 2                | 3               |
| Hampshire        | 2                | 1               |
| Worcestershire   | 1                | 5               |
| Surrey           | 1                | 3               |
| Derbyshire       | 1                | 2               |
| Nottinghamshire  | 1                | 1               |
| Leicestershire   |                  | 2               |
| Glamorgan        |                  | 1               |
| Durham           |                  | 1               |